# Bełty
Bełty (Bełcz, Bolc) – polski herb szlachecki.

## Opis herbu
Opis zgodnie z klasycznymi regułami blazonowania:
W polu czerwonym bełt na dwóch bełtach na opak w krzyż skośny. Klejnot: pięć piór strusich. Herb ma pochodzenie niemieckie, przeniesiony do Polski z Moraw, po unii na Litwie, rozprzestrzenił się w kilku formach.

## Najwcześniejsze wzmianki
Zapis z 1412 roku.

## Herbowni
Bejnacki, Belt, Bełt, Bełtowski, Bełtowicz (Bałtowicz, Bołtowicz, Bułtowicz), Benedyktowicz, Beneszko, Beniszenko, Berends, Bergayło, Bergielewicz, Bergielski, Chcianowski, Chmurowski, Chochoński, Chochorowski, Choroszewski, Chorowski, Cirisser, Grambiewski, Granatowicz, Graniewski, Januszowski, Kierdej, Kolenda, Kolendowski, Kolędowski, Kuderewski, Kuderowski, Łata, Pelicki, Połonicki, Potarczycki, Potarzyński, Potorzycki, Poźniak, Pożarycki, Pożaryski, Pożniak, Późniak, Pyliński, Radziwanowski, Radziwonowski, Radziwoński, Rembowski, Skoropadski, Skoropadzki, Sniechowski, Stadnicki, Stradecki, Strzelnicki, Symonolewicz, Śmichowski, Śmiechowski, Śniechowski, Uciański, Wolszleger, Zwierkowski.